# Винничук Юрій Павлович
Ю́рій Па́влович Винничу́к (нар. 18 березня 1952, Станіслав), іноді друкується під іменем Юрко́ Винничу́к — український письменник, журналіст, редактор.
Розпочав літературну діяльність у 1970-х роках з написання поетичних творів. Загалом вийшло дві поетичні збірки Винничука — «Відображення» (1990) та «Передчуття осені» (2010), однак усі вірші автора написано до 1993 року. У 1970-х також було видано поему «Арканум» та оповідання «Ги-ги-ги», які висміювали радянську владу. У 1980—1990 роках Винничук видав низку літературних містифікацій, серед яких переклад віршів давньоірландського поета Ріанґабара, акровірш «Пісня світова» Анни Любовичівни, щоденники Роксолани «Житіє гаремноє» тощо. Режисер естрадного театру «Не журись» (1987—1991) та засновник «Кабарету Юрця і Стефця» (1990).
Серед найвідоміших художніх творів Винничука романи «Діви ночі» (1991), «Танґо смерті» (2012), «Аптекар» (2015), «Цензор снів» (2016), «Лютеція» (2017) та «Нічний репортер» (2019). Серед творів для дітей — повість «Місце для дракона» (1990) та ціла низка казок: «Цукровий півник», «Метелик вивчає життя», казки про друзів Чеберяйчиків. Винничук також відомий як упорядник краєзнавчих книг «Легенди Львова» (1999), «Кнайпи Львова» (2000), «Таємниці львівської кави» (2001), а також численних збірок та антологій української літератури. Зокрема, Винничук є упорядником антології української фантастики XIX століття «Огн́енний змій» (1989), збірки української літературної казки XIX століття «Срібна книга казок» (1993), збірки українських літературних казок «Зачароване місце» (2006) тощо. Крім того, у період 2001—2010 років у видавництві «Піраміда» вийшло 12 книжок різних авторів під брендом «Юрій Винничук презентує». Твори Винничука перекладено англійською, німецькою, французькою, хорватською, польською, чеською, болгарською, білоруською, сербською, російською, японською, китайською, есперанто, та іншими мовами.
Віце-президент Асоціації українських письменників.

## Життєпис

### Ранні роки та освіта
Народився 18 березня 1952 року в місті Станіславі. Батьки письменника волиняни: батько родом із села Бережанка на Лановеччині, мати — із села Малі Фільварки (зараз Підлісне) неподалік Кременця. Під час Другої світової війни батько входив до загону мельниківця Андрія Яворенка. Згодом до цього ж загону приєднався й дідусь Юрія з материного боку Лук'ян Сапіга, якого мельниківці визволили з Кременецької в'язниці. 
Письменника назвали на честь його дядька Юрія Сапіги — члена молодіжної ОУН, якого 1941 року вбили чекісти. 
Освіту здобув в Івано-Франківському педагогічному інституті, філологічний факультет (1969—1973 роки, вчитель української мови й літератури). 
Після закінчення вишу почав працювати в газеті «Прикарпатська правда». Водночас ним зацікавилося КДБ і 4 квітня 1974 року провело обшук у помешканні письменника, сподіваючись знайти антирадянські твори. 1974-го переїхав до Львова, де весь час ходив із валізою власних рукописних творів, через що отримав прізвисько «Юрко-чемодан». Працював вантажником, художником-оформлювачем, а згодом також займався фарцуванням та свого роду сутенерством, супроводжуючи повій, які йшли «на діло», щоб у такий спосіб вивчити їхній побут. 
У 25-річному віці проходив військову службу в армії — у штабі. 1978 року написав поему «Арканум» та оповідання «Ги-ги-ги», знову ж таки привернувши увагу працівників КДБ.

### Театральна творчість
1987—1991 — режисер Львівського естрадного театру «Не журись!», для якого писав сценарії вистав та пісенні тексти. Окрім того, брав участь у театрі «Не журись!» і як комедійний актор. У 1990 покинув театр і разом зі Стефком Оробцем створив «Кабарет Юрця і Стефця». Також кабаретні замальовки Винничука ставилися на сцені молодіжного фестивалю «Вивих», що проходив двічі — у 1990 та 1992 роках.
2012 року Юрій Винничук взяв участь у бурлескному проєкті Ореста Лютого «Лагідна українізація». Під час одного з виступів письменник піднявся із зали на сцену і почав читати свій вірш під назвою «Колискова», який розповідає про сни політиків. За рік до початку Євромайдану часопис «Український тиждень» замовив у Винничука невеличкий сатиричний текст, і автор написав трагікомічну п'єсу на одну дію — «Останній Бункер» (2013), що розповідає про втечу Януковича та захоплення народом Межигір'я, його резиденції.

### Журналістська творчість
У 1991—1994 роках займав посаду редактора відділу містики та сенсацій у газеті «Post-Поступ». Зокрема, 1993 року на сторінках газети «Post-Поступ» Винничук розкритикував новий журнал «Літературно-Науковий Вісник» за привласнення назви «ЛНВ» — часопису, що виходив у 1898—1932 роках. Згодом Степан Пінчук, головний редактор журналу, подав на Винничука до суду, звинувативши його в тому, що стаття мала згубний вплив на подальшу долю журналу, публікацію якого довелося призупинити. Суд ухвалив рішення на користь позивача та змусив Винничука виплачувати моральне відшкодування.
У 1995—1998 роках Винничук працював головним редактором еротичної газети «Гульвіса» (Львів), а у 1998—1999 роках займав посаду редактора відділу в газеті «Поступ», де, зокрема, почав використовувати псевдонім Юзьо Обсерватор, аби надалі уникнути можливих судових процесів. З 2006 року — головний редактор відновленої газети «Post-Поступ».

### Письменницька творчість
1997 року став членом Асоціації українських письменників, а 2004 року — віцепрезидентом цього об'єднання.

#### Поезія
1990 року видав свою дебютну збірку поезій «Відображення», яка налічувала близько двадцяти сторінок. Наступна поетична збірка письменника — «Передчуття осені» — побачила світ аж 2010 року і мала повніший характер. Усі вірші автора написано до 1993 року, оскільки, на переконання самого Винничука, «поезія належить молодості, а хто пише після 35 — той впадає у глибокий маразм».
Окрім того, в 2011 році окремі вірші Юрія Винничука ввійшли до збірки «Ніч еротичної поезії», а 2012 року також і до перевидання — «Ніч еротичної поезії non-stop». 14 вересня 2012 року на сцені львівського театру «Вознесіння» відбулася «ніч еротичної поезії», де Винничук та інші автори протягом двох годин декламували свої твори перед публікою.

#### Книжки для дітей
Для дитячої аудиторії Юрій Винничук зазвичай творить у жанрі літературної казки, однак дещо модифікованої, поєднаної з іншими жанрами. Серед найвідоміших дитячих книжок письменника: повість-казка «Місце для дракона» (1990), яка розповідає про травоїдного дракона Грицька, що зображений не жорстоким хижаком, а мрійником та романтиком; фантастична казка «Літопис від равлика» про добровільне перевтілення одного з персонажів на молюска; низка казок про двох друзів Чеберяйчиків, приміром казка «Метелик вивчає життя», яка знайомить нас із чарівною країною Вирій, де обоє друзів зустрічають метелика-одноденка, який має лиш одну добу, аби пізнати життя.
2005 року видавництво «А-ба-ба-га-ла-ма-га» видало ілюстровану дитячу книгу письменника «Історія одного поросятка», а у вересні 2018 року у цьому ж видавництві вийшла ще одна книжка автора — віршована казка «Цукровий півник».

#### Доросла проза

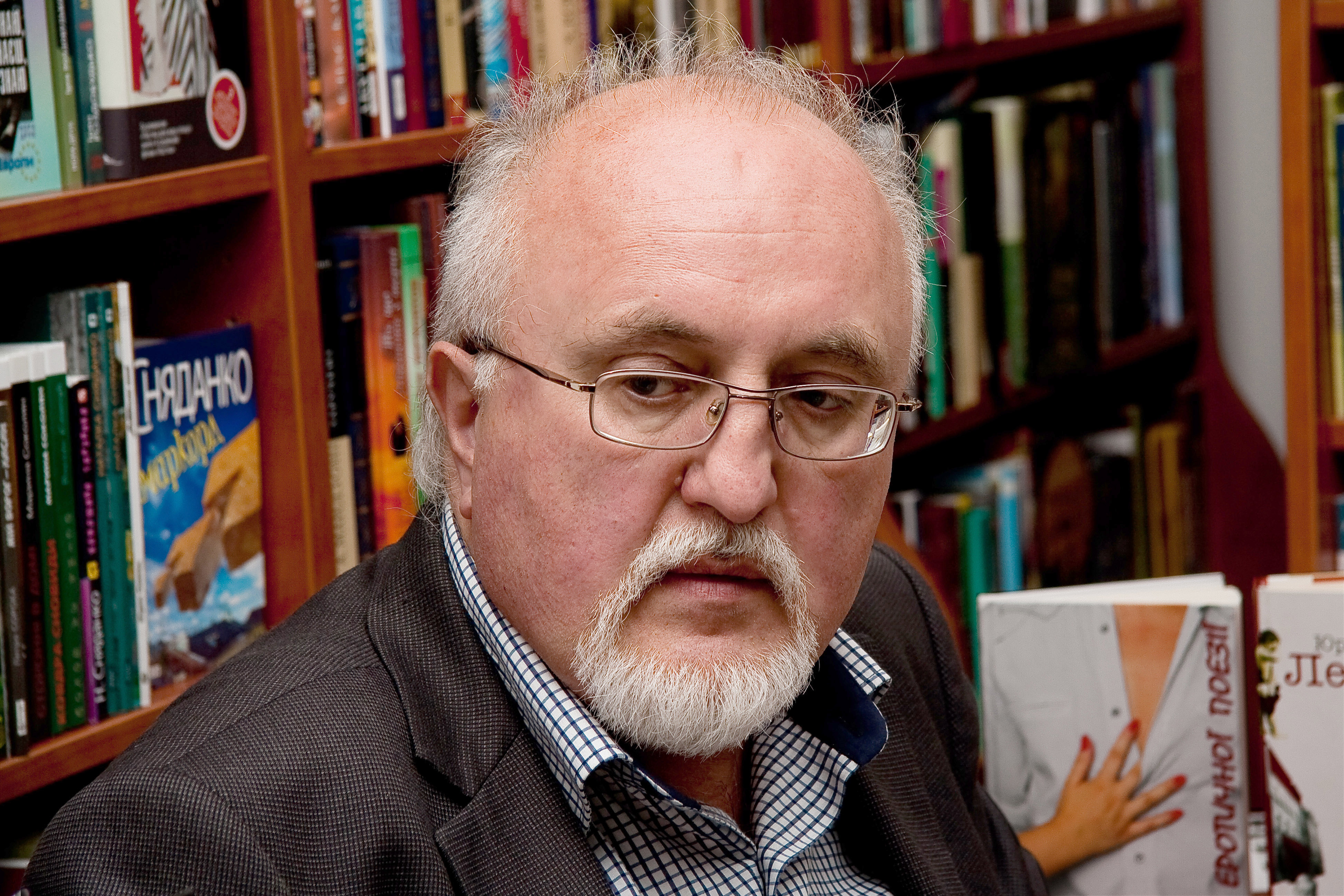
Юрій Винничук у Вінниці, жовтень 2012

Писати Винничук почав іще студентом Івано-Франківського педінституту, на самому початку 1970-х, але перші книжкові публікації з'явилися лише двадцять років по тому. Перші надруковані прозові твори Винничука з'явилися на початку 90-х, зокрема, у 1990 році вийшла друком його перша збірка прози «Спалах» (1990), куди окрім іншого увійшли повісті «Місце для Дракона» (1990) та «Королевич-машкара» (1990). Наступна збірка прози автора під назвою «Вікна застиглого часу» вийшла лише через десять років у 2001 році.
У 1991 році з'являється перша повість для дорослих — кримінальний детектив «Діви ночі», спочатку 1991 року в журналі «Дзвін», а згодом у 1992 році окремою книгою в київському видавництві «Український письменник». У 1992 році також з'явилася повість-антиутопія «Ласкаво просимо в Щуроград», дія якої відбувається на фоні реалій тоталітарного радянського режиму. Наступною повістю Винничука було «Житіє гаремноє», яке вийшло у 1992 і нібито базувалося на «справжніх» щоденниках Роксолани.
Першим романом автора стала «Мальва Ланда» (2000 журнальна публікація, 2003 окремою книгою). У 2005 вийшов романи «Весняні ігри в осінніх садах», а в 2010 — роман «Груші в тісті». Хоча сюжетно ці два твори й не мають нічого спільного, їх поєднує інше — те, що обидва містять автобіографічні елементи з життя Винничука. У романі «Груші в тісті» Винничук також приділив особливу увагу богемному життю Львова у 1970–80-ті роки, тема яка до того була дуже куцо описана в українській літературі. У 2005 році за роман «Весняні ігри в осінніх садах» Винничук отримав свою першу літературну нагороду «Книга року Бі-Бі-Сі». 2012 року світ побачив роман «Танґо смерті», який приніс авторові другу літературну перемогу «Книгу року Бі-Бі-Сі».
2015 року вийшов роман «Аптекар», події якого відбуваються у Львові XVII століття та, зокрема, детально описує катівське ремесло. Роман отримав чимало схвальних відгуків, став фіналістом конкурсу Книга року Бі-Бі-Сі, проте поступився збірці оповідань Василя Махна. У вересні 2018 року під час Форуму видавців 2018 було представлено продовження «Аптекаря» — роман «Сестри крові».
2016 року вийшов авантюрний роман «Цензор снів», який розповідає «про польоти над Атлантикою і казино, красивими жінками і шпигунами, погонями і ранами, зрадою та любощами». 2017 року світ побачив роман «Лютеція», який описує деякі моменти з життя Івана Вагилевича.
2019 року була видана детективна повість під назвою «Нічний репортер», що розповідає про розслідування журналіста Марка Криловича у справі вбивства кандидата в президенти Львова у 1938 році.

#### Літературні містифікації (1980-ті— 1990-ті)
У 1980-х Винничук став відомим завдяки літературним містифікаціям, що мали розголос, подібний до аналогічної творчості американського письменника Кліфорда Ірвіна, які він згодом описав як «намагання дати ляпаса тодішній системі, [створити] своєрідний протест». Зокрема він створив літературну містифікацію про сплюндрування Києва військами Батия 1240 року, що нібито були описані середньовічним ірландським поетом Ріанґабаром, який начебто був свідком тих подій та описав їх у вірші-ламентації «Плач над градом Кия». І вірш, і власне «середньовічного ірландського поета Ріанґабара» Винничук вигадав. Він опублікував свій «переклад вірша» з ірландської мови спочатку в газеті «Літературна Україна» (1982), а потім — у журналі «Жовтень» (1984, № 9). Містифікація виявилася настільки переконливою, що 1990 року згадка про Ріанґабара та його текст (як правдиву пам'ятку) потрапила до статті «Ірландська література» в Українській літературній енциклопедії.
Ще одна містифікація від Винничука — акровірш «Пісня світова» Анни Любовичівни, який він теж опублікував як знайдений текст XVII сторіччя. Винничук вперше опублікував свій «переклад» із польської мови в антології «Пісні Купідона: любовна поезія на Україні XVI — поч. XIX ст.» (1984). Згодом цей вигаданий твір було включено, зокрема, до третього тому хрестоматії української літератури «Слово многоцінне» виданої у 2006 році.
Оскільки жоден науковець не запідозрив містифікації, згодом Винничук сам зізнався, що ці твори вигадані.
На початку 90-х Олександр Кривенко, який тоді обіймав посаду головного редактора часопису «PostПоступ», звернувся до Винничука з пропозицією створення скандальної публікації задля збільшення зацікавленості серед читачів. Винничук вирішив опублікувати «справжні» щоденники Роксолани під назвою «Житіє гаремноє». Автор вигадав цілу історію, як йому начебто вдалося віднайти щоденники турецької наложниці, а згодом і дружини шаха, і «описав те, чим займалася Роксолана в гаремі».
Нерозвинена містифікація помітна й у романі «Мальва Ланда», оскільки прототипом головної героїні могла вважатися російська радянська правозахисниця та членкиня Гельсінкської групи Мальва Нойєвна Ланда. Окрім того, коли героїня роману видала свою збірку поезій, її редактором, за текстом роману, став Остап Грицай, справжній український письменник та перекладач.
Одним із різновидів містифікацій Юрія Винничука — зазначення неправдивої інформації про джерела походження творів, які він переклав або впорядкував. Зокрема, письменник вказує, що взяв оповідання «Історія черепа» Ореста Авдиковського з часопису «Галицька Русь» за 1892 рік, а також приписує оповідання невідомого автора «Кімната привидів» до творів, що друкувались на сторінках часопису «Annales des sc. Psych» (1891).

#### Укладач та упорядник антологій
Юрій Винничук також укладач антологій, зокрема, забутих авторів. За його словами: «Укладати антології — досить марудна справа, і, як бачите, ніхто не хоче тим займатися. Я ж шукаю тексти у старих газетах, журналах — і це цікаво, особливо, коли виявляю якогось абсолютно невідомого автора, абсолютно невідомий текст — це для мене найбільша приємність.» Загалом, письменник упорядковує антології та збірки на таку тематику:
- готика, фантастика, міфологія та демонологія («Огненний змій», «Чорт зна що», «Міфи та легенди українців», «Книга Бестій» тощо);
- казки («Біблійні казки», «Зачароване місце: українська літературна казка», «Срібна книга казок: антологія української літературної казки XIX століття» тощо);
- краєзнавство («Кнайпи Львова», «Легенди Львова» тощо);
- твори репресованих українських письменників («Розіп'ята муза», «Невідоме Розстріляне Відродження», «Соловецький етап. Антологія» тощо).

### Політична діяльність
2010 року Винничук балотувався під номером 3 в списку «Народної самооборони» до Львівської міської ради.

## Стиль

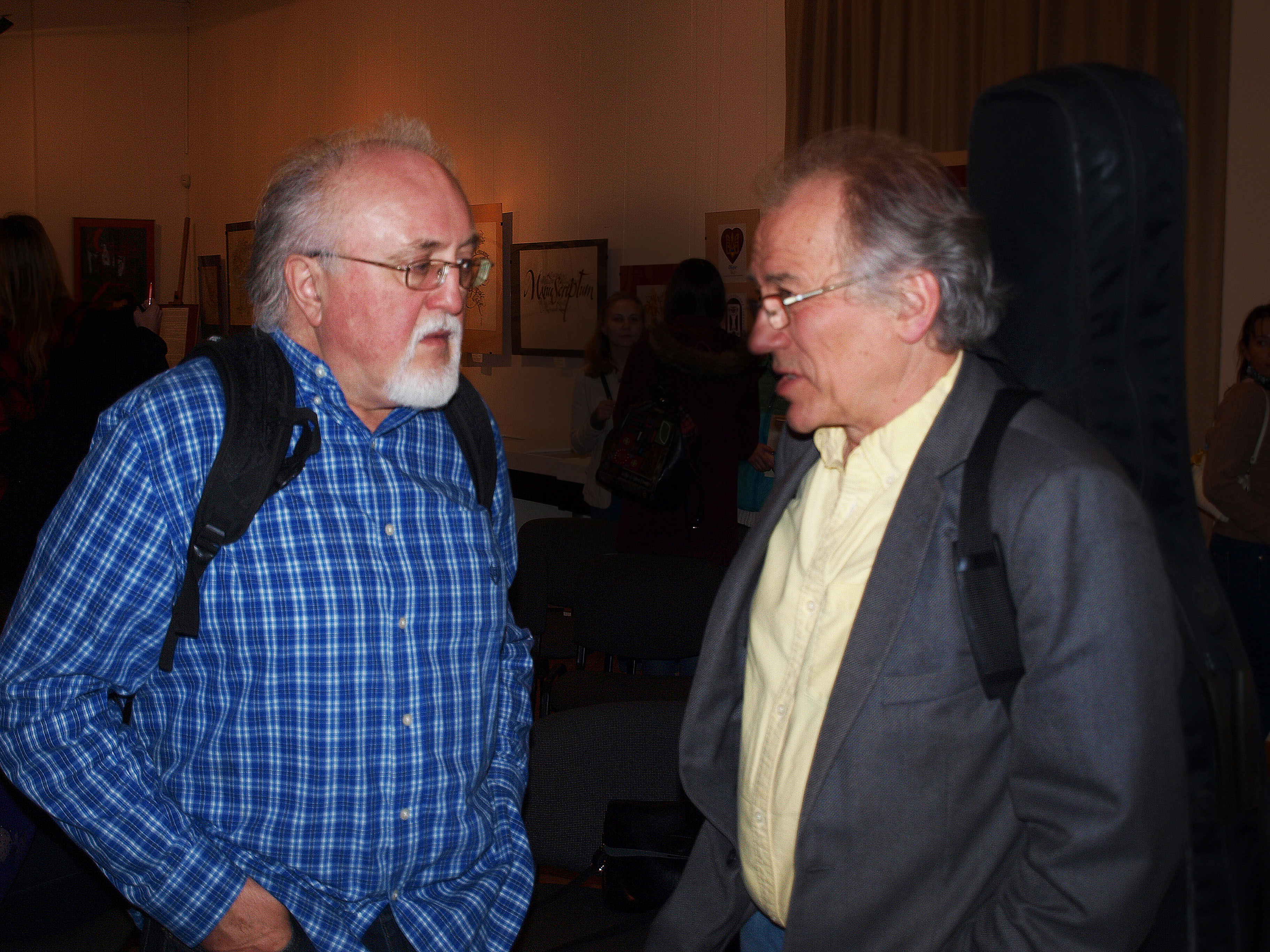
Юрій Винничук і Віктор Морозов

Юрій Винничук розпочав свою літературну діяльність у 80-х та відразу влився в когорту письменників-нонконформістів, які протистояли радянській владі на літературній ниві. Письменник творить у найрізноманітніших художніх жанрах (роман, антиутопія, оповідання, п'єса, поезія тощо), а також пише публіцистику, містифікації, бібліографічні і краєзнавчі книжки, займається художнім перекладом. За словами Т. Кахановської та М. Назаренко, «Винничук — взагалі фігура настільки багатогранна, що може вважатися „сам-собі-літоб'єднанням“».
У своїй розвідці літературознавець Григорій Грабович відзначає Винничука як популяризатора Львова, а Я. Поліщук та І. Бондарь-Герещенко вважають творчість письменника органічною частиною постмодернової української літератури. У своїх творах Юрій Винничук дотримується авантюрного або детективного сюжету та зазвичай додає елементи гротеску, бурлеску, фантасмагорії, пародії, гумору, іронії, сарказму, стьобу, еротизму та містифікацій. Окрім того, письменниця Роксолана Харчук називає Винничука «батьком „чорного гумору“ в українській літературі», а Павло Загребельний — «Геростратом української історії».

## Контроверсії

#### Звинувачення в плагіаті
У квітні 2016 року журналіст львівського онлайн-журналу «Варіанти» Олег Хавич у статті «Кава з плагіатом» звинуватив Винничука у тому, що деякі частини краєзнавчої книжки «Таємниці львівської кави» (2001) запозичені з російськомовної книги Миколи Пучерова «Все о кофе» (укр. Все про каву), виданої 1987 року в київському академічному видавництві «Наукова думка». Хавич звинуватив Винничука в тому, що цілі абзаци роману «Таємниці львівської кави» нібито є перекладом з російської на українську мову з книги Пучєрова. У 2018 році у відповідь на ці звинувачення Винничук зазначив, що в книзі є запозичення лише кількох сторінок рецептів кави та інформації про вирощення кави, що мандрують з книжки до книжки різних авторів, які в першому виданні були позначені зірочкою, бо не належали авторові. 2019 року вийшло нове видання, яке відтворює зауваги першого про те, що ці сторінки надала Львівська кавова фабрика.

#### Політичні переслідування
У січні 2012 року набув розголосу опублікований наприкінці 2011 року Винничуком антипрезидентський вірш «Убий підараса», через який один з тодішніх депутатів Верховної Ради України від комуністів, Леонід Грач, звинуватив Винничука в поширенні порнографічного змісту та заклику до повалення чинного ладу в Україні. Згодом, через публікацію цього вірша, Грач подав на Винничука заяву до прокуратури, що багато оглядачів сприйняли як політичне переслідування тодішнім режимом. У день народження письменника Леопольда фон Захер-Мазоха близько півсотні львів'ян влаштували флешмоб під гаслом «Red go porno» на знак протесту проти скарги Леоніда Грача. Біля пам'ятника Леопольду фон Захер-Мазоху встановили постамент, звідки Юрій Винничук прочитав декілька своїх віршів, серед яких, зокрема, і «Убий підараса».

#### Звинувачення російських класиків у вторинності
Після публікації голови Українського інституту національної пам'яті Володимира В'ятровича 25 січня 2018 року у Facebook щодо підступності «російського світу», який уміє вербувати людей не лише силою примусу, тобто жорсткою силою, але й м'якою силою, заманюючи їх «симпатичним, вишуканим та респектабельним» російським культурним продуктом, як-от книгами, піснями чи фільмами, певна кількість проросійськи налаштованих користувачів в українському сегменті Facebook висловили своє невдоволення тезами В'ятровича. Водночас, значна кількість українських інтелектуалів та публічних осіб висловили свою підтримку його позиції. Серед них був і Винничук, який наприкінці січня 2018 року написав статтю-відповідь обвинувачам В'ятровича в інтернет-газеті «Збруч».
Розмірковуючи у своїй статті про залюбування-одержимість багатьох українців російською культурою, Винничук підкреслив вторинність російської культурної продукції й зокрема літератури, якщо той культурний продукт сприймати в контексті світової культури. Як приклад вторинності російської літератури Винничук навів приклади плагіату й дивних схожостей таких відомих російських літераторів, як Олександр Пушкін та Михайло Булгаков. Винничук підкреслив, що «чимало класичних віршів Пушкіна, в тому числі „Лист Тетяни“, — це переспіви з французької» та що «[він] ніколи Булгаковим не захоплювався з тієї простої причини, що мав значно ширші читацькі обрії, ніж ті, хто читали тільки українською та російською. Людина, начитана у світовій літературі, легко побачить всю вторинність роману „Майстер і Маргарита“». Серед раніших творів з подібностями Винничук відзначив «Нічну Маргариту» П'єра Мак Орлана (видано в Москві 1927 року), «Ангела Західного вікна» Густава Майринка, «Пригоди авантюриста Гуго фон Габеніхта» Мора Йокаї тощо.

#### Юрій Винничук і Список 47
Після інсценування вбивства Аркадія Бабченка 2018 року в мережі з'явився так званий Список 47, який перелічує людей, яким начебто загрожує смерть від рук кілера. Серед цих людей фігурувало й ім'я Юрія Винничука. Письменник прокоментував цю подію такими словами: «Мова не йде про те, щоб знищити всіх 47 людей, які є в цьому списку. Думаю, просто накидали імена, загибель яких викликала б якийсь резонанс. Очевидно, що всіх 47 осіб знищувати не збиралися. Йшлося про кількох людей. Можна собі уявити, якби замочили трьох-чотирьох, який би кіпіш піднявся. Усі почали б говорити, що держава нічого не контролює, почалася б абсолютна паніка».

#### Скан-копії з московської бібліотеки
2023 року Юрій Винничук потрапив у скандал після того, як на своїй сторінці у Facebook опублікував пост, у якому просив поради щодо перерахування коштів на рахунок московської бібліотеки. За словами письменника, ця бібліотека містить багато важливих матеріалів та журналів, яких немає в Україні, в основному ХІХ століття, які йому потрібні для створення антології української прози. Письменник також заявив, що шукатиме інші шляхи отримання необхідного матеріалу з Росії.

#### Реакція на скандал з Йосипом Лосем
25 лютого 2025 року журналістка, колишня студентка Львівського національного університету імені Івана Франка Катерина Родак звинуватила викладача Йосипа Лося в сексуальних домаганнях. Із цього приводу Винничук опублікував нову колонку на «Збручі» — «Була колись розпусна епоха». У ній письменник заявив про таку репутацію Лося ще в минулому, описав радянські часи, коли сексуальні злочини були «буденною справою», засудив таку поведінку та висловився стосовно речей, які, на його думку, є перегинами фемінізму й епохи політкоректності.
Після звинувачень в підтримці Лося та смутку за часами СРСР Винничук додав до статті на «Збручі» 15 коментарів-приміток з більшим поясненням змісту й своєї позиції. 7 березня 2025 року Виконавча рада Українського ПЕН виключила Винничука за невідповідність цінностям організації. 27 березня за вислідом голосування на Загальних зборах Українського ПЕН-клубу письменник залишився в складі організації.

## Особисте життя
Живе в містечку Винники. Одружений з більш як на двадцять років молодшою жінкою Мирославою (1976 р.н.). Мають сина Олеся-Лук'яна (2004 р.н.).

### Власні твори
Повісті/романи
- «Місце для дракона» (1990) — повість // вперше з'явилася у 1990 році збірці «Спалах», окремою книгою: Львів: Піраміда (2002)
- «Королевич-машкара» (1990) — повість // вперше з'явилася у 1990 році у збірці «Спалах»
- «Діви ночі» (1991) — повість // вперше з'явилася у 1991 році у журналі «Дзвін», окремою книгою: Київ: Український письменник (1992)
- «Ласкаво просимо в Щуроград» (1992) — повість // вперше з'явилася у 1992 році у журналі «Сучасність», окремою книгою: ?
- «Житіє гаремноє» (1992) — повість // вперше з'явилася у 1992 році у газеті «Post-Поступ», окремою книгою: Львів: Піраміда (1996)
- «Мальва Ланда» (2000) // вперше з'явилася у 2000 році у журналі «Сучасність», окремою книгою: Львів: Піраміда (2003)
- «Весняні ігри в осінніх садах» (2005, Львів: Піраміда)
- «Груші в тісті» (2010, Львів: Піраміда)
- «Танґо смерті» (2012, Харків: Фоліо)
- «Аптекар» (2015, Харків: Фоліо)
- «Цензор снів» (2016, Харків: Фоліо)
- «Лютеція» (2017, Харків: Фоліо)
- «Сестри крові» (вересень 2018, Харків: Фоліо) (прим.: продовження до роману «Аптекар»)
- «Нічний репортер» (квітень 2019, Харків: Фоліо)
- «Ключі Марії» (робоча назва «Іній в очах її») (2020, Харків: Фоліо, у співавторстві з Андрієм Курковим)
- «Вілла Деккера» (2021, Харків: Фабула)
- «Аґент Лилик» (2021, Харків: Фабула) (прим.: продовження до роману «Вілла Деккера»)
- «Алмази з Танжера» (2023, Харків: Фабула)
- «Наречена Вітру» (2024, Київ: А-ба-ба-га-ла-ма-га, ISBN 978-617-585-300-9)

Поезія
- «Відображення» (1990), збірка віршів.
- «Передчуття осені» (2010), збірка віршів написаних у 1970—1993 рр.

Збірки оповідань
- «Спалах» (1990),
- «Вікна застиглого часу» (2001),
- «Ги-ги-и» (2007), оповідання у жанрі чорного гумору
- «Арканум» (2019)
- «Щаслива збитошна пора» (2019, Львів: Апріорі)
- «Збитошна пора» (2020, Львів: Апріорі, ISBN 978-617-629-503-7)

Краєзнавчі книги
- «Легенди Львова» (1999)
- «Кнайпи Львова» (2000),
- «Таємниці львівської кави» (2001),
- «Таємниці львівської горілки» (2006),
- «Книга Лицарі пера і чарки» (2019)

Енциклопедії
- «Книга бестій» (2003), міфологічна енциклопедія (серія «Юрій Винничук презентує: Мітольогія»)
- «Чорт зна що» (2004), міфологічна енциклопедія (серія «Юрій Винничук презентує: Мітольогія»)
- «Галицька кухня» (2004), кулінарна енциклопедія

Дитячі книги
- «Гопля і Піпля» (2008)
- Серія «Казкова скарбниця» (з 2002; 3 книжки у серії),
- «Історія одного поросятка» (2005)
- «Балакуче яблучко та інші історії» (2016)
- «Метелик вивчає життя» (2016)
- «Перекладенець» (2016)
- «Лежень» (2016)
- «Чеберяйчики Гопля і Піпля» (2016)
- «Казки зі Львова» (2017)
- «Чудернацькі казки» (2017)
- «Казки веселі і сумні» (2018)
- «Цукровий півник» (вересень 2018), віршована казка

П'єси
- «Останній Бункер» (2013), трагікомедія на одну дію
- «Дракон», поставлена на сцені львівського театру «МЕТА»[90]

### Антології
- «Огненний змій: антологія української фантастики XIX століття» (1989, перевидання 2006 має назву «Огняний змій»), укладач[91][92]
- «Срібна книга казок: антологія української літературної казки XIX століття» (1992), укладач[93]
- «Нічний привид: антологія української готичної прози ХІХ століття» (2001, перевидання 2007), укладач[94]
- «Потойбічне»: Українська ґотична проза ХХ ст (2005), укладач[95][96]
- «Біблійні казки» (2005), укладач
- «Розбійницькі скарби: казки про розбійників» (2006), укладач
- «Зачароване місце: українська літературна казка» (2006), укладач
- «Розіп'ята муза»: антологія українських поетів, які загинули насильницькою смертю у 2 томах (2011), укладач[97]
- «Львівська антологія в 3 томах» (2013—2014), укладач[98][99][100]
- «Антологія української готичної прози у 2 томах» (2014), укладач[101]
- «Антологія української фантастики ХІХ-ХХ ст» (2015), укладач[102] (перевидання 2017)
- «Невідоме Розстріляне Відродження» (2016), укладач[103]
- «Міфи та легенди українців» (2017), укладач[104]
- «Антологія української містичної прози» (2018), укладач[105]
- «Соловецький етап. Антологія» (2018), укладач[106]
- «Українська модерна проза» (2018), укладач[107]
- «Чорт зна що. У кігтях Хапуна. Антологія» (2019), укладач[108]
- «Чорт зна що. Запропаща душа. Антологія» (2019), укладач[109]

### Інше
- Серія «Юрій Винничук презентує» у видавництві Піраміда, серія книг різних жанрів[110]
  - 2001 р. Львівський Шерлок Голмс: детективні оповіді (прим.: упорядники Юрій Охріменко, Борис Корпан та Наталя Космолінська; автори: Адам Стодор та Вільгельм Раорт)[111][112][110]
  - 2001 р. Духи старого Львова (прим.: автор Стефан Грабінський, переклад з польської: Мирослава Трофимука та ін.))[110]
  - 2001 р. Нічний гість: моторошні оповіді (прим.: упорядник: Юрій Винничук)[110]
  - 2001 р. Колекція пристрастей (прим.: автор Наталка Сняданко)[110]
  - 2002 р. Клуб комісара Бонця: кримінальні загадки (прим.: автор: невідомий; редактор: Юрій Винничук; переклад з польської: Лариса Андрієвська)
  - 2002 р. На щербатім львівськім бруці (прим.: автор Мечислав Опалек, переклад з польської: Лариса Андрієвська)
  - 2003 р. Смерть виповзає з підвалів (прим.: автор Юрій Винничук під псевдонімом[113][114] Ярина Джурик)
  - 2003 р. Герой передмістя (прим.: автор: Іван Керницький)
  - 2008 р. Сороміцькі оповідки (прим.: упорядник: Юрій Винничук та Володимир Гнатюк[115])
  - 2008 р. Гопля і Піпля (прим.: автор Юрій Винничук)
  - 2009—2010 рр. «Легенди Львова» - (прим.: автор Юрій Винничук)
    - 2010 р. Легенди Львова. Книга перша — вперше видна 1999 року у видавництві Сполом
    - 2009 р. Легенди Львова. Книга друга

### Аудіокниги
- 2004 — «Мальва Ланда» (озвучив Роман Семисал)
- 2006 — «Книга бестій» (озвучив Ігор Мурашко);
- 2010 — «Груші в тісті» (озвучив Віктор Власенко);
- 2011 — «Весняні ігри в осінніх садах» (видавництво «Наш Формат»; озвучка — народний артист України Олексій Богданович, продюсування — Сергій Куцан, звукорежисура — Володимир Муляр);
- 2013 — «Вікна застиглого часу»;
- 2016 — «Аптекар» (озвучила Галина Шумська);
- 2016 — «Місце для дракона» (озвучила Катерина Шестакова);
- 2019 — «Весняні ігри в осінніх садах» (озвучив Олександр Рудько для аудіокнигарні «АБУК»).

### Переклади з інших мов
Автор перекладів з англійської, німецької, російської, чеської, польської та хорватської.
- Богуміл Грабал. Барон Мюнгавзен. Переклад з чеської: Юрій Винничук. Київ, видавництво «Класика», 2002.
- Богуміл Грабал. «Вар'яти» (Вибрана проза). Переклад з чеської: Юрій Винничук. Львів, ВНТЛ-Класика, 2003. 184 стор. ISBN 966-7493-48-2 (Класика)
- Філіп Давид. «Місячна карета». Переклад з сербської: Юрій Винничук // «Антологія сербської постмодерної фантастики». Львів: «Піраміда», 2004. 300 стор.: С. 92-101. ISBN 978-98522-07-9
- Богуміл Грабал. «Я обслуговував англійського короля». Переклад з чеської: Юрій Винничук. Київ: А-ба-ба-га-ла-ма-га. 2009. 240 стор. ISBN 978-966-7047-87-0
- Еріх Марія Ремарк. «Життя у позику». Переклад з німецької: Рома Попелюк та Юрій Винничук. Львів, ТзОВ «Експрес Медіа Принт». 2014. 194. ISBN відсутнє
  - (передрук) Еріх Марія Ремарк. Життя у позику. Мансарда мрій. Іскра життя. Пер. з німецької: Ю. Винничук, Ю. Микитюк, Х. Николин. Харків: КСД, 2016. 733 стор. ISBN 978-617-12-0850-6

Також перекладав коротку прозу Григорія Данилевського («Біс на вечорницях», «Життя через сторіччя»), Стефана Ґрабінського («Чад»), Миколи Костомарова («Дитяча могила»), Юрка Юрченка («Журавель»), Івана Борозни («Золота гора, або Я тебе вирятую»), Ореста Соміва («Київські відьми»), Михайла Чайковського («Могила»), Володимира Росковшенка («Шапка», «Орендатор»), Зорана Ферича («Полапка Волта Діснея»), Богуміла Грабала («Чи не бажаєте побачити Злату Прагу?»).

## Екранізації
2004 року з'явилась короткометражна стрічка, знята за мотивами оповідання «Граната на двох» — «Трагічне кохання до зрадливої Нуськи». 2007 року знято двосерійний телефільм «Діви ночі» за однойменною повістю Винничука. За однойменними казками письменника знято короткометражні анімаційні короткометражні фільми: «Історія одного Поросятка» (1994), «Як метелик вивчав життя» (1997) та «Лежень» (2013).
У 2020 році від режисера Тараса Ткаченка у прокат має вийти повнометражний художній фільм «Діви ночі» за однойменною повістю Винничука.

## Нагороди
- Титул «Галицький лицар» за щотижневі статті Юзя Обсерватора в газеті «Post-Поступ» (1999)[121]
- Премія «Книга року Бі-Бі-Сі» за романи «Весняні ігри в осінніх садах» та «Танґо смерті» (2005, 2012)[122]
- Премія «Золотий письменник України» (2012)[123]
- Відзнака клубу галицької кухні «Посол галицької кухні» за визначний внесок у популяризацію галицької кулінарії (2013)[124]
- Відзнака читацьких симпатій польської літературної нагороди Angelus за польськомовний переклад роману «Танго смерті» (2019)[125]
- Премія імені Івана Корсака за історичні романи «Аптекар» та «Сестри крові»[126]